# Martin Desgagné
Pour les articles homonymes, voir Desgagnés.
Martin Desgagné (né à Montréal le 26 mars 1973) est un acteur, metteur en scène, réalisateur et scénariste du cinéma et du théâtre québécois.

## Biographie
Martin Desgagné obtient son diplôme du Conservatoire d'art dramatique de Montréal en 1996 après avoir fait un D.E.C. en cinéma au Cégep de Saint-Laurent. 
C’est au cinéma en jouant le rôle de Piston, dans le long métrage Full Blast de Rodrigue Jean, qu’il est révélé au grand public. Il tient aussi la vedette dans les films indépendants La planque et D'encre et de sang. À la télévision, il a incarné Serge Fiori, le chanteur du groupe mythique, dans la télé-série Harmonium  et Charles Gagnon dans Chartrand et Simonne. Au théâtre, il a joué sous la direction de Robert Gravel, Claude Poissant et Martine Beaulne.
Il est aussi cofondateur du Théâtre Officiel del Farfadet (TOF), compagnie avec laquelle il a constamment remis en question les règles du théâtre conventionnel. Notons, entre autres, ses mises en scène de 4 X 4 à La Licorne dans le cadre du Festival de Théâtre des Amériques (FTA), Laine sans mouton de  Jean-François Caron et La vie continue de Yvan Bienvenue au Théâtre Prospero ainsi que l'édition 2010 des traditionnels Contes urbains.  Depuis 2015 il fait la mise en scène de Foirée Montréalaise qui célèbre chaque année un arrondissement différent de Montréal.
Il a aussi été metteur en scène invité à l'École supérieure de théâtre de l’Université du Québec à Montréal (UQAM), à l’École Nationale de Théâtre du Canada (ÉNT) ainsi qu’au Cégep de St-Laurent.

## Rôles

### Cinéma
- 1999 : Full Blast de Rodrigue Jean : Piston
- 2000 : Chocolat, crème glacée et autres consolations de Julie Hivon : Paul
- 2003 : 20h17 rue Darling de Bernard Émond : cycliste
- 2004 : La planque de Alexandre Chartrand et Thierry Gendron :  Steph
- 2006 : L'Air de rien (court métrage) de Frédérick Pelletier : Cadorette
- 2009 : 1150 km et une Métisse (court métrage) de Raphaël Bélanger : Max
- 2016 : D'encre et de sang d'Alexis Fortier Gauthier, Maxim Rheault et Francis Fortin : Sébastien
- 2017 : Les Rois mongols de Luc Picard : Pierre, le père de Manon
- 2019 : Réservoir de Kim St-Pierre : Daniel Dorion, le père
- 2024 : Le petit panier à roulettes de Laurence Ly : le gérant

### Télévision
- 2018 : La Courte Échelle
- 2017 : feu : Lionel (Claude Desrosiers)
- 1997 : La Courte Échelle : William (Jean-François Pothier)
- 2000 : Willie : Gerry Boulet  (Jean Beaudin)
- 2002 : Chartrand et Simonne : Charles Gagnon (Alain Chartrand)
- 2003 : Harmonium : Serge Fiori (Stéfan Miljevic)
- 2005 : October 1970 : Fréchette (Don McBrearty)
- 2013 : Trauma : Tommy Matossian (François Gingras)

- 2014 : Mémoires vives : Mathias Leblanc (Brigitte Couture)
- 2017 : Feux : Lionel Grenier jeune (Claude Desrosiers)

### Théâtre
- 1995 : Nelligan, Émile Nelligan (Martin Desgagné)
- 1995 : Les Grandes Chaleurs, Louis (Joseph St-Gelais)
- 1996 : Jésus au lac, Pantéra (Robert Gravel)
- 1996 : Le désir, Jasmin (Joseph St-Gelais)
- 1997 : Lucrèce Borgia, Jeune page (Claude Poissant)
- 1998 : La Nuit des rois, Multiples (Martine Beaulne)
- 1998 : Mère Courage, Eilif et autres (Igor Ovadis)
- 1999 : Roméo et Juliette, Grégoire Capulet (Martine Beaulne)
- 2001 : De la vie entre autres chose, Multiples (Antoine Laprise)
- 2003 : La nature même du continent, Faustin (Antoine Laprise)
- 2004 : Bill 101, Philippe (Yvan Bienvenue)
- 2006 : Scaramouche, Le Chapelier (Jean Leclerc)
- 2008-2009 : Scènes de lit, Multiples (Stéfan Perreault)
- 2010 : Nuit d'ivresse, Jacques Belin (Stéfan Perreault)
- 2011 : Les grondements souterrains, François (Benoît Landry)
- 2012 : Une odeur de vérité, Pierre, (Mathieu Quesnel)

## Comédien-doubleur
Depuis 2001, Martin Desgagné a prêté sa voix à plusieurs acteurs tels Chris Hemsworth (Thor (film)), Nelsan Ellis (Secretariat (film) et Le Soliste), Chris "Ludacris" Bridges (Gamer (film)).
Il a travaillé sous la direction de : Vincent Davy, Natalie Hamel-Roy, Marc Bellier, François Asselin, Joey Galimi, Marie-Andrée Corneille, Sébastien Reding, Huguette Gervais et Élise Bertrand.

## Doublage

### Cinéma

#### Films d'animation
- 2008 : Delgo : Filo
- 2013 : Toy Story : Angoisse au motel : Combat Carl / Combat Carl Jr.
- 2017 : Coco : Papá

### Télévision

#### Téléfilms
- 2013 : L'Heure du crime : Vincent Delucas (Dean Armstrong)

#### Séries télévisées
- 2010 : Les Piliers de la Terre : Johnny-Huit-Pences (Jody Halse)
- 2011-2013 : Les Borgia : le cardinal Colonna (Laszlo Konter)
- 2013-2014 : L'orange lui va si bien : Pete Harper (Nick Stevenson)
- 2015-2019 : Vikings : Sinric (Frankie McCafferty)
- 2018-2019 : Dre Mary : mort sur ordonnance : Dr Desmond « Des » Bennett (Richard Short)
- 2021 : Loki : Thor (Chris Hemsworth)

#### Séries d'animation
- 2007-2008 : Bakugan Battle Brawlers : Gus
- 2009 : Eyeshield 21 : Yoichi Hiruma
- 2013 : Eddy Noisette : Bernard

## Metteur en scène
- 1999 : Faites de beaux rêves de Ralph Pape
- 2001 : 4 X 4 de François Archambault, Yvan Bienvenue, Emmanuelle Roy et Nathalie Boisvert
- 2007 : Laine sans mouton, de Jean-François Caron
- 2008 : La vie continue de Yvan Bienvenue
- 2009 : Coin St-Laurent de François Archambault, Jean-Marc Dalpé, Fanny Britt, Elisabeth Bourget et François Létourneau
- 2009 : Indigents du pays de Yvan Bienvenue
- 2010 : Sains et saufs de Guillaume Corbeil et "Squat" de Olivier Sylvestre
- 2010 : Patriotes en vers et pour tous Spectacle de la fête des Patriotes
- 2010 : Contes urbains 2010, auteurs multiples
- 2011 : Contes urbains 2011, auteurs multiples
- 2015 : Elsi, la nuit, de Louis-Charles Sylvestre
- 2015 : Foirée montréalaise - St-Laurent, auteurs multiples
- 2016 : Foirée montréalaise - Sud-ouest, auteurs multiples

## Réalisateur
- 2002 : La boss, c'est moi
- 2003 : La Prise de la Bastille
- 2012: Sur le bord

## Scénariste

### Cinéma
- 2003 : "La Prise de la Bastille"
- 2004 : "La planque"

### Télévision
- 2006 : Le plus beau phare du monde (Allô Pierre-L'Eau)
- 2007 : Nikanesh

### Théâtre
- 2004 : "Manic : L'œil du Québec"

## Organisation
- 1998-2009 : Cofondateur et codirecteur général et artistique du Théâtre Officiel del Farfadet (TOF)
- 1995 à 2000 : Fondateur des Lectures-cabaret au Farfadet
- 2004-2008 : Membre du conseil d’administration du Festival du Jamais Lu, Vice-Président (2005-2008)
- Parrain de la Rivière Des Prairies au sein de la Fondation Rivières